# Planador militar

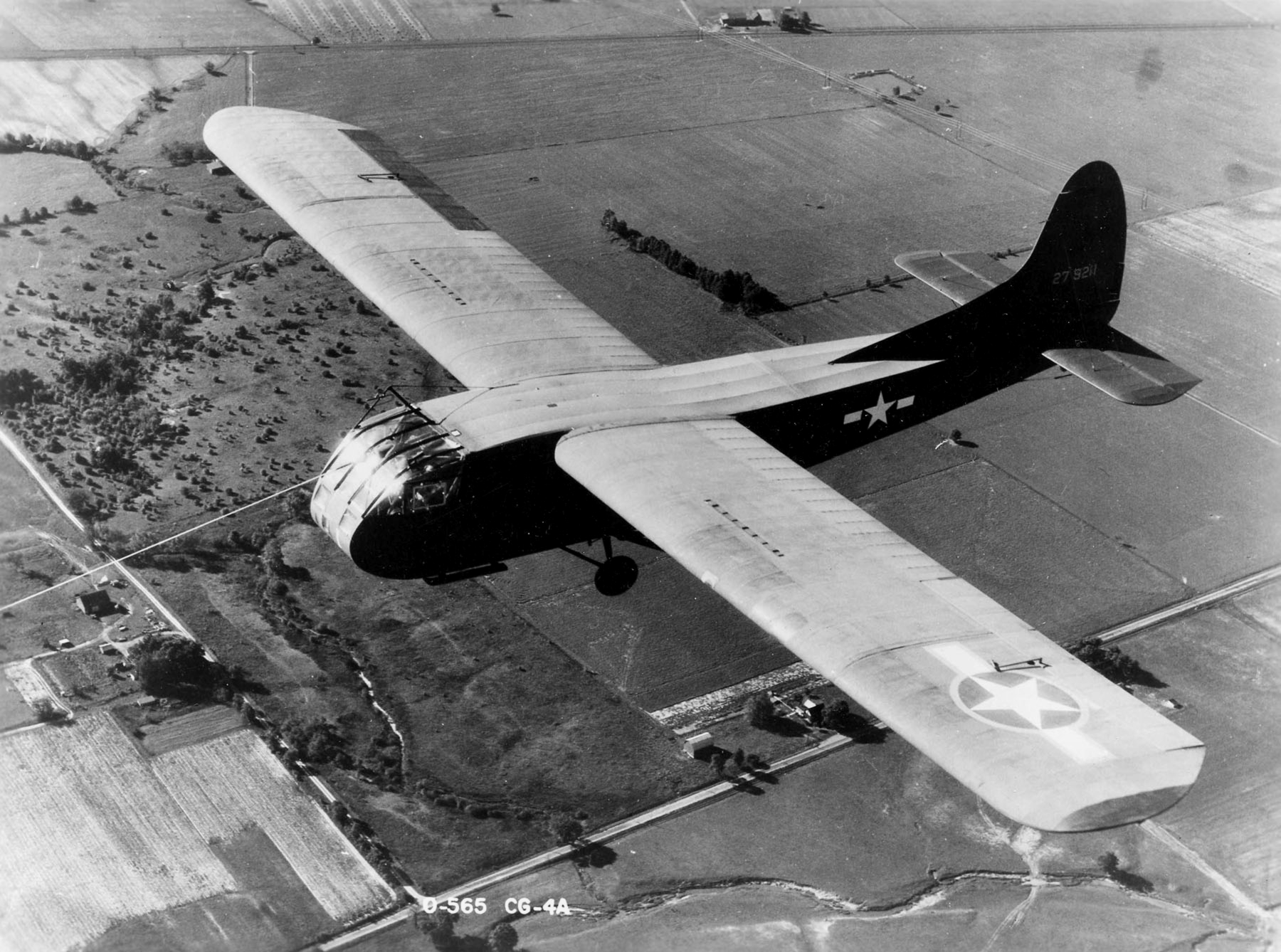
Waco CG-4 da Força Aérea do Exército dos EUA em 1943

Planador militar é aquele cujo intuito de sua construção/função é servir um determinado propósito militar. Estes planadores foram usados pelas forças militares de vários países ao longo da história da aviação para transportar tropas e equipamento militar até uma posição, principalmente durante a Segunda Guerra Mundial. Estas aeronaves sem motor eram rebocadas até alcançarem uma altitude considerável, e então eram largadas e o seu piloto manobrava o planador, aterrando-o num qualquer terreno próximo ao alvo, servindo um determinado intuito como assalto, transporte ou suporte. Este tipo de uso de um planadores militares foram usados com sucesso em vários operações, como a operação aliada do Dia D ou a operação da Alemanha Nazista na Batalha da Fortaleza de Eben-Emael. A natureza da sua missão de "apenas uma viagem" fez com que a sua construção fosse frequentemente realizada através do uso de materiais baratos.
Durante a Guerra da Coreia, os helicópteros militares começaram a substituir estes planadores na função de transporte aéreo táctico de tropas até uma determinada posição na frente de combate, pois estes tinham a capacidade extra de, ao mesmo tempo que deixavam militares numa posição, poderem também evacuar quem já estava lá. A evolução dos aviões de transporte, e a tecnologia em torno do lançamento de equipamento militar (como tanques) através de paraquedas, fez com que o planador militar deixasse de ser usado em combate.
Actualmente, apenas algumas forças especiais ainda usam planadores militares em pequena escala, de modo a levarem a cabo algumas missões silenciosas.
| |                                          |                                  |                     |
| DFS 230A-1, um planador militar com mais de 1600 unidades produzidas, usado pela Alemanha Nazi durante a Segunda Guerra Mundial. | General Aircraft Hamilcar (Reino Unido). | Kokusai Ku-8 (Império do Japão). | Antonov A-7 (URSS). |